# Андерсон, Малькольм
Малькольм Джеймс (Мэл) Андерсон (англ. Malcolm James "Mal" Anderson; род. 3 марта 1935, Тиодор, Квинсленд) — австралийский теннисист, вторая ракетка мира среди любителей в 1957 и 1958 годах. Победитель 4 турниров Большого шлема в одиночном, мужском парном и смешанном парном разрядах, победитель профессионального чемпионата Уэмбли (1959), двукратный обладатель Кубка Дэвиса в составе сборной Австралии. Кавалер ордена Британской империи (1972), член Международного зала теннисной славы с 2000 и Зала теннисной славы Австралии с 2001 года.

## Биография
Мэл Андерсон родился в 1935 году в австралийском штате Квинсленд в семье фермеров, разводящих крупный рогатый скот. Любовь к теннису, как позже вспоминал Мэл, была семейной, и на принадлежащей им земле Андерсоны построили грунтовый корт.
Мэл начал играть в теннис в восьмилетнем возрасте и, посещая школу-интернат в близлежащем Рокгемптоне, обратил на себя внимание тренера Чарли Холлиса, известного своей способностью распознать и развить теннисный талант (позже в число его учеников вошёл также Род Лейвер). В случае Андерсона Холлис сосредоточился на развитии его естественной предрасположенности к агрессивному стилю игры serve-and-volley, при котором игрок сразу после подачи идёт к сетке. Он также поставил юноше удар с задней линии, который позже очень высоко оценивался современниками.
В 1954 году Андерсон впервые принял участие в чемпионате Австралии, дойдя до третьего круга. В 1957 году он выиграл чемпионат Австралии в миксте с Фэй Мюллер, а со своим сверстником Эшли Купером, также уроженцем Квинсленда, дошёл до финала в мужском парном разряде. После этого менеджер австралийской выездной сборной Клифф Спраул принял решение отправить Купера и Андерсона на чемпионат Франции как пару. Это решение оказалось очень удачным: если в одиночном разряде Андерсон выбыл из борьбы уже на раннем этапе, то в паре с Купером они завоевали чемпионское звание. Австралийская пара, которая даже не была посеяна, не проиграла за весь турнир ни одного сета. Андерсон развил успех на чемпионате США. Там он, снова будучи несеяным участником, не потерял ни одного сета в шести из семи своих матчей (за исключением полуфинала против Свена Давидсона, выигранного в пяти сетах 7-5, 2-6, 6-4, 3-6, 4-6) и победил последовательно вторую, третью и первую ракетку турнира (соответственно Дик Савитт, Давидсон и Купер), став чемпионом. Андерсон стал первым несеяным игроком в истории чемпионата США, завоевавшим чемпионское звание в мужском одиночном разряде. После этого Купер и Андерсон объединились в составе национальной команды Австралии, отстоявшей в раунде вызова Кубка Дэвиса этот трофей в матче против сборной США. В первые два дня Андерсон принёс своей команде два очка — в одиночной и парной встречах, — обеспечив ей досрочную победу в матче. По итогам 1957 года Андерсон был поставлен на второе место в традиционном рейтинге сильнейших теннисистов мира, составлявшемся газетой Daily Telegraph.
В 1958 году Андерсон ещё дважды играл в финалах турниров Большого шлема, оба раза встречаясь в решающем матче с Купером и оба раза проиграв. На чемпионате Австралии он, будучи посеян под первым номером, с трудом преодолел в полуфинале сопротивление ещё одного австралийца Мервина Роуза (6-2, 5-7, 6-4, 19-17) и в финале не смог противостоять Куперу на равных. Финал чемпионата США между ними был более упорным, Андерсон вёл 2-1 по сетам, но проиграл последние два сета в равной борьбе. В рейтинге Daily Telegraph он второй год подряд занял второе место
После того, как в конце года австралийцы уступили американцам Кубок Дэвиса (Андерсон проиграл обе своих встречи в первые два дня и завоевал очко лишь в пятом, ничего уже не решавшем поединке), Андерсон перешёл в профессиональный теннисный тур Джека Креймера. Его наиболее значительный успех в «профессиональном Большом шлеме» был достигнут в первый год выступлений в туре — на чемпионате Уэмбли, где он завоевал титул, переиграв в финале в пяти сетах Панчо Сегуру 4-6, 6-4, 3-6, 6-3, 8-6. В 1962 и 1965 годах Андерсон также доходил до полуфинала на профессиональном чемпионате Франции (проиграв, соответственно, Андресу Химено и Роду Лейверу).
После начала Открытой эры в теннисе, когда стало возможным совместное выступление теннисистов-любителей и профессионалов, Андерсон вернулся к участию в турнирах Большого шлема. В 1972 году, в 36 лет и после 14-летнего перерыва, он дошёл до финала Открытого чемпионата Австралии, где проиграл 37-летнему Кену Розуоллу. По ходу турнира посеянный восьмым Андерсон обыграл первую ракетку турнира Джона Ньюкомба. На следующем Открытом чемпионате Австралии они с Ньюкомбом уже вместе завоевали чемпионское звание в мужском парном разряде. В 1972 и 1973 годах Андерсон выступал также за сборную Австралии в Кубке Дэвиса; он дошёл с командой до межзонального стыкового турнира в первый год (где принёс ей единственное очко в проигранном матче с румынами) и помог ей выиграть Азиатско-Океанскую зону год спустя; австралийцы, уже без него, затем успешно дошли до финала, завоевав Кубок Дэвиса. В 1972 году Андерсон стал кавалером ордена Британской империи за «вклад в лаун-теннис».
По окончании игровой карьеры Мэл Андерсон вместе с женой Дафни — сестрой другого известного австралийского теннисиста Роя Эмерсона — открыл в Квинсленде теннисно-сквошевый клуб. В 2000 году имя Андерсона было включено в списки Международного зала теннисной славы, а через год — в списки Зала теннисной славы Австралии; в 2009 году он стал членом Зала спортивной славы Квинсленда.

## Финалы турниров за карьеру

### Большой шлем

#### Одиночный разряд (1-3)
| Результат | Год  | Турнир                       | Покрытие | Соперник в финале | Счёт в финале            |
| --------- | ---- | ---------------------------- | -------- | ----------------- | ------------------------ |
| Победа    | 1957 | Чемпионат США                | Трава    | Эшли Купер        | 10-8, 7-5, 6-4           |
| Поражение | 1958 | Чемпионат Австралии          | Трава    | Эшли Купер        | 5-7, 3-6, 4-6            |
| Поражение | 1958 | Чемпионат США                | Трава    | Эшли Купер        | 2-6, 6-3, 6-4, 8-10, 6-8 |
| Поражение | 1972 | Открытый чемпионат Австралии | Трава    | Кен Розуолл       | 6-72, 3-6, 5-7           |

#### Мужской парный разряд (2-1)
| Результат | Год  | Турнир                       | Покрытие | Партнёр      | Соперники в финале      | Счёт в финале |
| --------- | ---- | ---------------------------- | -------- | ------------ | ----------------------- | ------------- |
| Поражение | 1957 | Чемпионат Австралии          | Трава    | Эшли Купер   | Нил Фрейзер Лью Хоуд    | 3-6, 6-8, 4-6 |
| Победа    | 1957 | Чемпионат Франции            | Грунт    | Эшли Купер   | Дон Кенди Мервин Роуз   | 6-3, 6-0, 6-3 |
| Победа    | 1973 | Открытый чемпионат Австралии | Трава    | Джон Ньюкомб | Джон Александр Фил Дент | 6-3, 6-4, 7-6 |

#### Смешанный парный разряд (1-0)
| Результат | Год  | Турнир              | Покрытие | Партнёрша  | Соперники в финале      | Счёт в финале |
| --------- | ---- | ------------------- | -------- | ---------- | ----------------------- | ------------- |
| Победа    | 1957 | Чемпионат Австралии | Трава    | Фэй Мюллер | Джилл Лэнгли Билли Найт | 7-5, 3-6, 6-1 |

### Кубок Дэвиса
| Результат | Год  | Место проведения    | Команда                                      | Соперники в финале                       | Счёт |
| --------- | ---- | ------------------- | -------------------------------------------- | ---------------------------------------- | ---- |
| Победа    | 1957 | Мельбурн, Австралия | Австралия: М. Андерсон, Э. Купер, М. Роуз    | США: Б. Маккей, В. Сейксас               | 3:2  |
| Поражение | 1958 | Брисбен, Австралия  | Австралия: М. Андерсон, Э. Купер, Н. Фрейзер | США: Б. Маккей, А. Ольмедо, Х. Ричардсон | 2:3  |
| Победа    | 1973 | Кливленд, США       | Не участвовал                                | США                                      | 5:0  |